# Ernest M. Pollard
Ernest Mark Pollard (* 15. April 1869 in Nehawka, Cass County, Nebraska; † 24. September 1939 in Lincoln, Nebraska) war ein US-amerikanischer Politiker. Zwischen 1905 und 1909 vertrat er den ersten Wahlbezirk des Bundesstaates Nebraska im US-Repräsentantenhaus.

## Werdegang
Ernest Pollard besuchte die District School in Nehawka und danach bis 1893 die Nebraska State University. Danach arbeitete er in der Gegend um seinen Geburtsort Nehawka in der Landwirtschaft.
Pollard wurde Mitglied der Republikanischen Partei. Zwischen 1896 und 1899 war er Abgeordneter im Repräsentantenhaus von Nebraska. Nach dem Rücktritt des Kongressabgeordneten Elmer Jacob Burkett wurde Ernest Pollard bei der fälligen Nachwahl im Jahr 1905 in das US-Repräsentantenhaus gewählt. Nachdem er 1906 wiedergewählt worden war, konnte er zwischen dem 18. Juli 1905 und dem 3. März 1909 sein Mandat im Kongress ausüben. Bei den Wahlen des Jahres 1908 unterlag er dem Demokraten John A. Maguire.
Im Jahr 1912 war Pollard Delegierter zur Republican National Convention. 1920 und 1921 war er Delegierter auf einer Versammlung zur Überarbeitung der Staatsverfassung von Nebraska. In der Zwischenzeit war er weiter in der Landwirtschaft tätig. Im Jahr 1929 zog Pollard nach Lincoln, der Hauptstadt des Staates Nebraska. Ab diesem Jahr bis 1931 war er Minister für Arbeit und Wohlfahrt in der Regierung unter Gouverneur Arthur Weaver. Danach zog er sich in den Ruhestand zurück. Ernest Pollard starb am 24. September 1939 und wurde in seinem Geburtsort Nehawka beigesetzt.